# Aoki (Nagano)
Pour les articles homonymes, voir Aoki.
Aoki (青木村, Aoki-mura) est un village du district de Chiisagata, dans la préfecture de Nagano au Japon.

## Géographie
Le village d'Aoki est situé dans la partie nord de la préfecture de Nagano sur l'île de Honshū. À une douzaine de kilomètres de la ville de Nagano, ce village rural de montagne s'étend dans sa longueur du nord au sud sur 10,5 km dans le bassin versant de la rivière Ura, un affluent de rive gauche du fleuve Shinano.
Quelque 80 % de la superficie du village sont recouverts de forêts.

### Démographie
Au 1er janvier 2016, la population s'élevait à 4 546 habitants répartis sur une superficie de 57,09 km2.

### Municipalités voisines
| Chikuhoku | Chikuhoku / Ueda | Ueda |
| Matsumoto | Aoki             | Ueda |
| Matsumoto | Ueda             | Ueda |

### Climat
Le climat du village d'Aoki est du type continental avec de faibles précipitations au cours de l'année. L'hiver, le mercure peut descendre jusqu'à −5 °C et grimper jusqu'à 30 °C en été.

## Économie
Le village d'Aoki est essentiellement une commune agricole qui produit des légumes, diverses variétés de champignons, des fruits (pommes, myrtilles, raisin) et du riz, sur une étendue de terres cultivées qui occupent 10 % de son territoire. La culture des plantes ornementales est cependant en passe de devenir sa principale activité économique,.
Depuis le début des années 2000, le développement du commerce et de l'industrie stagne.

## Histoire
Des fouilles archéologiques effectuées en divers endroits du village d'Aoki ont permis d'établir que des hommes ont habité le site du village environ 5 000 ans av. J.-C. (période Jōmon).
En 1889, au cours de la mise en place du nouveau système d'administration des municipalités élaboré par le gouvernement de Meiji, le village d'Aoki est officiellement fondé par le regroupement de plusieurs villages et intégré au district de Chiisagata nouvellement créé.

## Culture

### Lieux remarquables

#### Temple Daihō

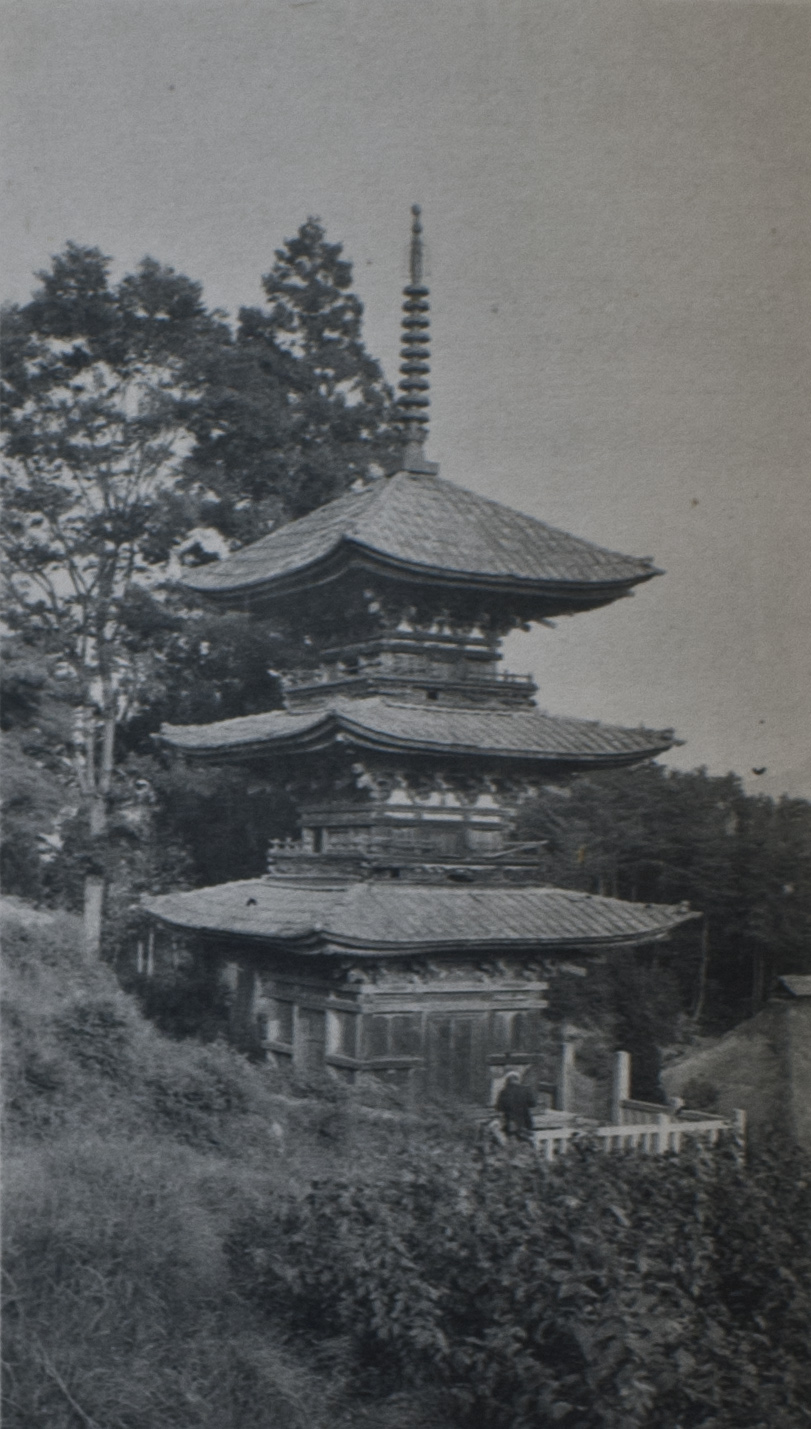
Pagode à trois étages du Daihō-ji.

Haute de plus de 18 m et datant de 1333, la pagode (tō) à trois étages du temple Daihō, un lieu saint de la secte bouddhiste Tendai, est inscrite sur la liste officielle des biens culturels importants du Japon depuis 1953,. Le temple lui-même est une construction du début du VIIIe siècle.

#### Thermalisme
Aoki possède deux onsen (stations thermales) : le Tazawa onsen, ouvert depuis la fin de l'époque de Nara (710-794) et le plus que millénaire Kutsukake onsen.
Une légende rapporte que dans ce dernier un prince impérial vivant à l'époque de Heian (794-1185) aurait miraculeusement guéri d'une maladie des yeux en prenant un bain d'eau chaude.

## Symboles municipaux
La bannière d'Aoki est composée de la syllabe « あ » stylisée et en bleu du syllabaire japonais hiragana (le nom du village s'écrit « あおき » dans ce syllabaire). Ce motif représente les trois montagnes principales qui entourent le village (Aoki est surnommé « village des trois montagnes ») et symbolise un village en plein essor et animé par des villageois solidaires entre eux.
L'arbre symbole de la municipalité d'Aoki est le genévrier rigide, sa fleur symbole l'Iris sanguinea et son oiseau symbole le faisan versicolore, oiseau national du Japon.

## Municipalités jumelées
Le village d'Aoki est jumelé avec les municipalités suivantes :
- Namche Bazar (Népal) depuis le 22 mai 2004.